# 137-й отдельный батальон морской пехоты
137-й отдельный батальон морской пехоты (укр. 137-й окремий батальйон морської піхоти) — воинское соединение, входящее в состав Морской пехоты Военно-морских сил Вооружённых сил Украины и подчинённое непосредственно командованию Военно-морских сил.

## Деятельность

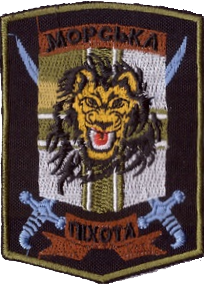
Прежний шеврон 137-го отдельного батальона морской пехоты

Подразделение было сформировано в ноябре 2015 года. После формирования участвовало в учениях на полигоне в Черноморском, где отработало тактико-специальные навыки по выявлению и обезвреживанию диверсионно-разведывательных групп противника. В декабре 2015 года батальон совместно с тяжёлой артиллерией и авиацией Военно-морских сил Украины провёл учения в Красноокнянском районе Одесской области, на границе с непризнанной Приднестровской Молдавской Республикой, в которых отработал нейтрализацию гипотетического приграничного конфликта, а также борьбу с диверсионно-разведывательными группами противника. В феврале 2016 года подразделение провело учения на территории Николаевской и Херсонской областей: был осуществлён многокилометровый марш в район выполнения задач, усиление охраны пункта базирования, загрузка на десантный корабль, а при переходе морем тренировка обеспечения живучести корабля, после высадки на необорудованное побережье, подразделением были отработаны такие учебные вопросы, как захват пункта высадки и ведения боевых действий, переход к обороне в условиях непосредственного соприкосновения с противником, эвакуация морем подразделений после выполнения поставленных задач и другие. Весной и летом 2016 года на полигоне «Широкий Лан» в Николаевской области проводилось обучение гаубичной артиллерийской батареи батальона. В июле 2016 года подразделение приняло участие в международных учениях «Си Бриз-2016».
По состоянию на октябрь 2016 года подразделение участвует в АТО в секторе «Мариуполь».

## Состав
Батальон состоит более, чем из 300 матросов, ранее проходивших службу в Вооружённых силах Украины. Комплектуется военнослужащими-контрактниками.

## Техника
На вооружении батальона находится следующая техника:
- БТР-60 — количество неизвестно, сняты с консервации и прошли ремонт до начала Вооружённого конфликта на востоке Украины[8];
- 122-мм гаубица Д-30 — не менее 6[2].